# Antonov An-26

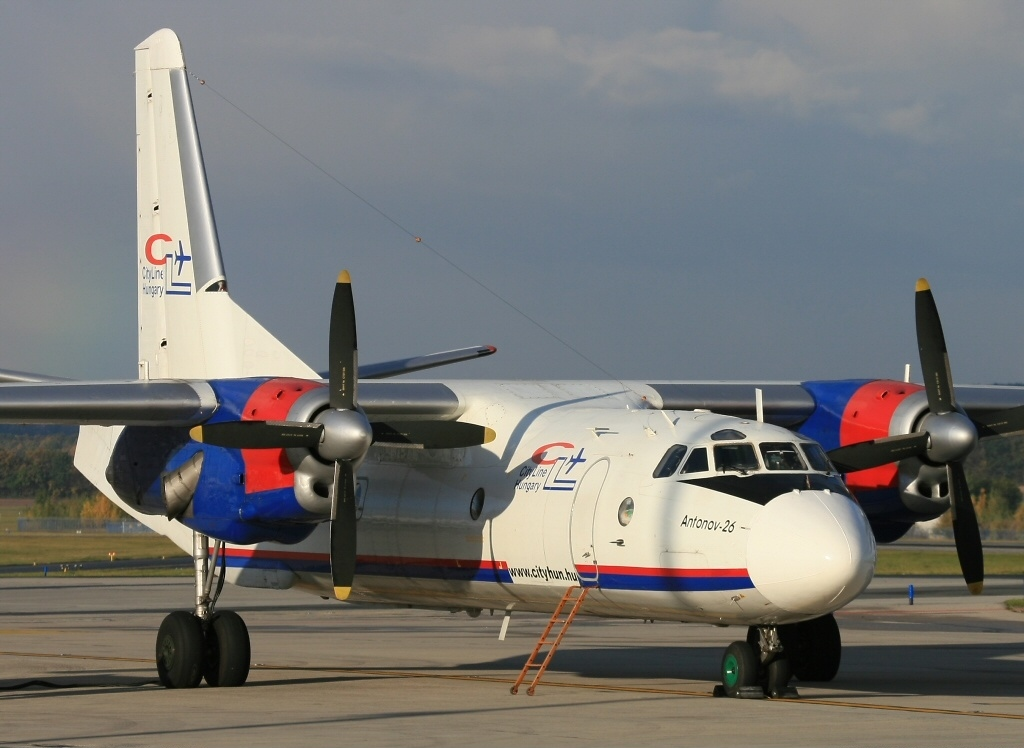
En Antonov An-24 tillhörande Cityline Hungary, 2007.

An-26 är ett ukrainskt, ursprungligen sovjetiskt, militärt transportflygplan tillverkat av Antonov. Planet är en vidareutveckling av An-24. Flygplanet drivs av två propellermotorer. Första gången planet flögs var 21 maj 1969 och har idag tillverkats i 1398 exemplar.